# IC 2615
IC 2615 — галактика типу S0-a (спіральна галактика) у сузір'ї Велика Ведмедиця.
Цей об'єкт міститься в оригінальній редакції індексного каталогу.